# Vodárenská věž (Silkeborg)
Vodárenská věž v Silkeborgu (dánsky Silkeborg Vandtårn) je vodárenská věž v dánském městě Silkeborg.
Věž byla dokončena v roce 1902 podle plánů dánského architekta Antona Rosena. V roce 1986 se stala památkově chráněným objektem. Spodní část věže byla postavena z bílých cihel, výše se nachází osmiboká vodní nádrž. Třetí částí věže tvoří střecha, kterou zakončuje větrník.